# Yuyuevirus
Yuyuevirus es un género de virus. Es el único en su familia llamada Yueviridae, y su familia, la única en el orden Goujinvirales y en la clase Yunchangviricetes. Dos especies han sido descubiertas: Beihai yuyuevirus y Shahe yuyuevirus.

## Etimología
El nombre Yuyuevirus viene de 於越 (Yúyuè), un sinónimo del Período de Primavera y Otoño estado de Yuè, junto a -virus, el sufijo para un género de virus.